# Inesa Chodova
Inesa Chodova (in ucraino Інеса Ходова?; Omsk, 7 settembre 1973) è un'ex cestista ucraina.

## Carriera
Con l'Ucraina ha disputato i Campionati europei del 2001.